# William McCleary
Pour les articles homonymes, voir McCleary.
William McCleary (5 novembre 1853-22 mai 1917) est un homme politique canadien de l'Ontario. Il est député provincial conservateur de Welland de 1890 à 1894, ainsi que député fédéral conservateur de la circonscription ontarienne de Welland de 1896 à 1900.

## Biographie
Né à Thorold dans le Canada-Ouest, McCleary est le fils d'immigrants irlandais et étudie à Toronto. Marchand de bois à Thorold, il est partenaire dans une compagnie de sciage et de rabotage. Il occupe aussi les fonctions de conseiller et de maire de Thorold, ainsi que de directeur du comté de Welland (en). Défait lors de l'élection provinciale de 1894, il parvient à se faire élire lors de l'élection fédérale de 1896. Sa carrière en politique fédérale ne dure qu'un mandat puisqu'il est défait en 1900.
McCleary est membre de la Chambre de commerce de Thorold et membre local de l'Ancient Order of United Workmen (en), de l'ordre Orange et de la Franc-maçonnerie.